# Toralizumab
Toralizumab (IDEC 131) là một kháng thể đơn dòng được nhân hóa và là thuốc ức chế miễn dịch. Chỉ có thể bao gồm điều trị các rối loạn kháng thể trung gian (giảm tiểu cầu xuất huyết miễn dịch, lupus viêm thận, viêm khớp dạng thấp) bệnh, T-trung gian tế bào (bệnh đa xơ cứng, bệnh Crohn, và cấy ghép như ghép tạng đặc, tuyến tụy tế bào islet cấy ghép, và giác mạc ghép), và B-cell khối u ác tính như CLL / u lympho lymphocytic nhỏ, nang tế bào lớp u lympho I hoặc II, khu vực biên u lympho, tế bào vỏ u lympho, MALT lymphoma, macroglobulinemia Waldenstrom, monocytoid u lympho tế bào B; bệnh Hodgkin tái phát / khó chữa).
Trong các thử nghiệm lâm sàng giai đoạn II liên quan đến bệnh đa xơ cứng và bệnh Crohn, huyết khối xảy ra ở ít nhất ba bệnh nhân. Một kết nối nguyên nhân không thể được chứng minh, nhưng vì các tác dụng phụ tương tự đã được nhìn thấy trong các thử nghiệm với một kháng thể tương tự (hu5C8), các thử nghiệm đã bị dừng lại.
Thuốc được phát triển bởi Tập đoàn Dược phẩm IDEC.